# Epiphyllum pumilum
Epiphyllum pumilum ist eine Pflanzenart in der Gattung Epiphyllum aus der Familie der Kakteengewächse (Cactaceae). Das Artepitheton pumilum stammt aus dem Lateinischen und bedeutet ‚zwergig‘ und verweist auf die verhältnismäßig kleinen Blüten der Art.

## Beschreibung
Epiphyllum pumilum wächst halbaufrecht bis hängend mit bis zu 5 Meter langen Trieben. Die Haupttriebe sind an der Basis drehrund, darüber abgeflacht und blattartig. Die Seitentriebe sind meist abgeflacht, 2,5 bis 9 Zentimeter breit und werden zur Spitze hin schmaler. Sie sind mit Ausnahme der Ränder gewellt.
Die duftenden cremeweißen Blüten sind 10 bis 15 Zentimeter lang. Die rötlichen, gerippten Früchte sind mit kleinen rötlichen Schuppen besetzt.

## Verbreitung, Systematik und Gefährdung
Epiphyllum pumilum  ist im Süden Mexikos sowie in Guatemala und Belize in Höhenlagen bis 1670 Metern verbreitet.
Die Erstbeschreibung von Nathaniel Lord Britton und Joseph Nelson Rose wurde 1913 veröffentlicht.
In der Roten Liste gefährdeter Arten der IUCN wird die Art als „Least Concern (LC)“, d. h. als nicht gefährdet geführt.

## Nachweise